# Кіцбюель (округ)
Бецирк Кіцбюель — округ Австрійської федеральної землі Тіроль. 

## Адміністративний поділ
Округ поділено на 20 громад:
Місто
1. Кіцбюель (8,134)

Ярмаркові містечка
1. Фібербрунн (4396)
2. Гопфгартен-ім-Бріксенталь (5556)
3. Санкт-Йоганн-ін-Тіроль (8734)

Сільські громади
1. Аурах-бай-Кіцбюель (1125)
2. Бріксен-ім-Тале (2673)
3. Гоїнг-ам-Вільден-Кайзер (1866)
4. Гохфільцен (1139)
5. Іттер (1176)
6. Йохберг (1583)
7. Кірхберг-ін-Тіроль (5102)
8. Кірхдорф-ін-Тіроль (3859)
9. Кессен (4202)
10. Оберндорф-ін-Тіроль (2019)
11. Райт-бай-Кіцбюель (1678)
12. Санкт-Якоб-ін-Гаус (759)
13. Санкт-Ульріх-ам-Піллерзе  (1609)
14. Швендт (790)
15. Вайдринг (1946)
16. Вестендорф (3620)

## Демографія
Населення округу за роками за даними статистичного бюро Австрії

## Виноски
1. ↑  Statistik Austria. Архів оригіналу за 2 травня 2015. Процитовано 25 червня 2013.

| Австрія | Це незавершена стаття з географії Австрії. Ви можете допомогти проєкту, виправивши або дописавши її. |